# Salix undulata
Salix undulata är en videväxtart som beskrevs av Jakob Friedrich Ehrhart. Salix undulata ingår i släktet viden, och familjen videväxter. Inga underarter finns listade i Catalogue of Life.